# Молоток Физделя
Молоток системы Физделя — прибор массой 250 г для определения прочности бетона методом пластических деформаций.
Ударная часть молотка заканчивается стальным шариком диаметром 17,5 мм. По испытываемому бетону наносится серия ударов, в результате которых шарик вдавливается в него и на его поверхности остаётся отпечаток. Между прочностью бетона и размером отпечатка существует зависимость, на основании которой определяется приближённое значение предела прочности бетона. Для измерения отпечатков применяют лупу со шкалой или микроскоп Бринелля. Производится два перпендикулярных по направлению измерения диаметров отпечатка. Определив среднеарифметический диаметр, по тарировочной кривой «прочность — диаметр отпечатка» находят прочность бетона.